# 유미 호건
유미 호건(Yumi Hogan, 1959년 12월 25일 ~ )은 미국의 화가이다. 그녀는 메릴랜드주의 퍼스트 레이디 (2015년 ~ 2023년)이자 메릴랜드주지사 래리 호건의 부인이며, 메릴랜드주 역사상 첫 아시아계 미국인 퍼스트 레이디이자 대한민국 국민 출신의 첫 미국 주 퍼스트레이디이기도 하다.

## 어린 시절
박유미(朴有美)라는 본명으로 전라남도 나주시 공산면에서 반남박씨(潘南朴氏) 8명의 자식들 중 막내로 태어나 서울시 은평구 수색동에서 살다가 인근 고양시로 이사가서 양계장을 하면서 살았다. 아버지가 다른 형제들이 있었고 파주시 금촌에서 살면서 재혼하고, 20대 시절에 재혼한 남편과 미국으로 이민을 떠났다. 항간에 김유미로 알려져 있는데, 전 남편성이다. 무속인이자 전승교육사 송순단과 친구 사이다. 어찌된 영문인지 수색초교나 중·고는 고양시에 위치한 학교를 졸업했음에도 나주에서 중·고 시절을 보낸 것으로 말하곤한다. 1980년대 후반에 래리 호건을 만나 결혼준비를 했고. 그 후 잠시 래리 호건과 귀국해서 수색에서 방앗간을 하던 두번째 남편이 시동생인 유미 호건의 언니 집에 래리 호건과 다녀간 적이 있다.

## 가족
박유미와 첫 남편은 2명의 딸 - 킴 벨리즈, 제이미 줄리를 두었다. 재혼해서 수색에서 살던 군인과의 사이에서 스털링을 낳는다. 하와이주, 텍사스주와 캘리포니아주에서 살다가 이혼한 이후 1990년대 초반에 메릴랜드주로 이주하여 하워드 카운티에 정착하였다. 자신의 딸들을 돌보기 위하여 여러 개의 일자리를 유지하여 왔으며, 1994년 미국 시민권을 얻었다. 1990년대 초에 이미 래리 호건을 만났고, 컬럼비아에서 열린 미술 전람회에 래리 호건을 만나 2004년 애나폴리스에 있는 페카 하우스 앤드 가든에서 결혼하였다.
2018년 5월 호건 부부는 구출된 시추 개들을 입양하였다.

## 예술, 교육과 박애주의
호건 여사는 화가이다. 그녀의 남편으로부터 장려에 이어 그녀는 2008년 메릴랜드 예술 전문 대학교에서 예술 학사, 그리고 2010년, 아메리칸 대학교에서 예술 석사 학위를 취득하였다.
주로 한지에 먹에서 풍경들을 추상한 호건 여사의 예술적 제작 활동은 지방적으로, 그리고 세계 주위로 보여져왔다. 그녀의 추상 풍경화 27개의 작품들은 소아과 암 환자들을 위한 예술 치료로 기증된 그녀의 전시로부터 판매 수익과 함께 2017년 7월 오션시티 미술관에서 열린 미술 전람회에 나왔다. 그해 후순에 호건 여사는 자신의 Yumi C. A. R. E. S. 재단을 통하여 메릴랜드 대학교 아동 병원에서 예술 치료 프로그램을 착수하였다.
메릴랜드주와 한국의 풍경들을 융합한 것으로 묘사된 그녀의 작품은 메릴랜드 대학교 글로벌 캠퍼스에 의하여 2019년 5월과 6월에는 전시회에 나왔다.
메릴랜드주의 퍼스트 레이디로서 호건 여사는 자신의 모교 메릴랜드 예술 전문 대학교에서 부속 기능의 회원으로서 지속적으로 강의하였다.

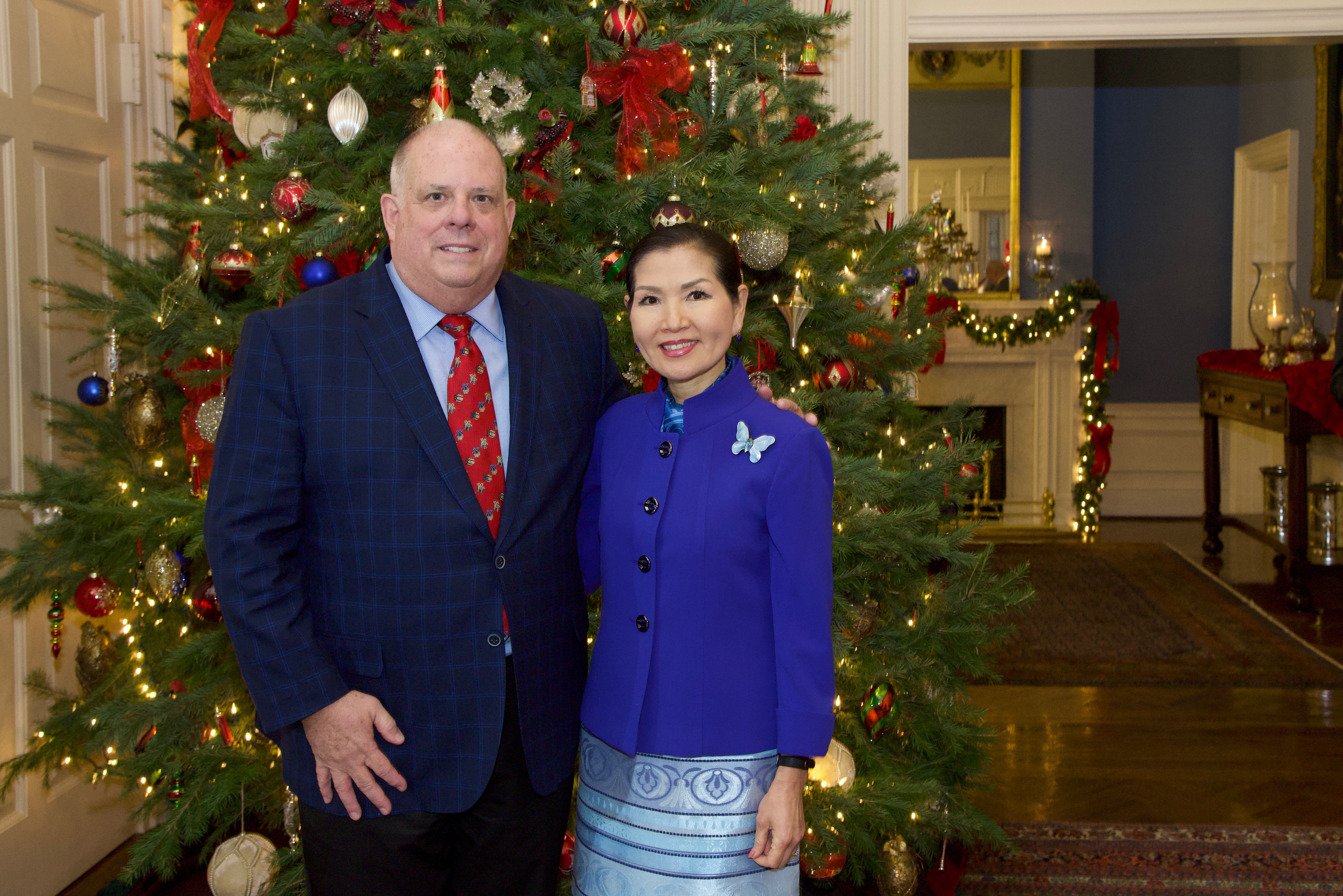
남편 래리 호건과 함께 (2018년)

## 메릴랜드주의 퍼스트 레이디
2015년 1월 21일 래리 호건이 메릴랜드주지사로서 취임식을 거행하면서 유미 호건은 메릴랜드주의 퍼스트 레이디가 되었다.
2016년 호건 여사는 국제 지도자 재단의 영감 지도자 상을 받았다. 그녀는 또한 2017년 엘리스 아일랜드 영예 메달의 수상자이다.
그 해 3월에는 호건 여사는 애나폴리스에 있는 주립 의사당에서 열린 봄 학생 예술 전시회가 있는 동안 시상식을 주최하여 참석자들에게 "당신들은 당신들의 작품을 통하여 당신들의 특별한 주체성을 창조하는 데 홀로 규제를 가집니다."라고 말하였다. 6월 그녀는 샐리스버리 위코미코 예술 회의 50 주년을 축하하는 오찬에 참석하였다.
대한민국 평창군에서 열린 2018년 동계 올림픽의 영예에 호건 여사는 2018년 2월 자신의 한국 음식 문화를 나누었다. 그리고, 9월 호건 여사는 가정내 폭력과 인신매매의 피해자들에게 이익을 주는 데 자신의 주창과 업무로 국립 주무장관 협회의 메덜리언 상을 받았다.
2019년 7월 호건 부부는 메릴랜드주의 농업과 수산업을 흥행하는 데 12회 바이 로컬 쿡아웃을 주최하였으며, 퍼스트 레이디는 이벤트를 위하여 앙트레와 디저트를 마련하는 도움을 주었다. 10월 호건 여사는 암 환자들에게 한국 만찬을 준비하며 시중을 들었다. 12월 그녀는 회복 중인 여성들과 그들의 자식들에게 휴일 선물들을 배달하는 데 지방 카운티 식량 은행에 가입하였다.

## 참고 문헌
- 〈美 메릴랜드주 퍼스트레이디, 유미 호건_억척 아줌마에서 메릴랜드의 엄마로〉. 《다큐 공감》. 제 185회. 2017년 7월 24일. KBS. 2020년 11월 22일에 확인함.